# Північна Савонія
Північна Савонія (фін. Pohjois-Savo) — провінція на південному сході Фінляндії. Адміністративний центр — місто Куопіо. Інші значні міста провінції: Варкаус і Ійсалмі. Найбільше озеро — Каллавесі (площа 513 км²). Найвища точка — Мааселянмякі (фін. Maaselanmaki) в Раутаваара, понад 318 метрів над рівнем моря.

## Муніципалітети
У Північній Савонії 18 громади, 5 з яких — міські, інші 13 — сільські.
1. Ійсалмі
2. Кааві
3. Кейтеле
4. Кіурувесі
5. Куопіо
6. Лапінлахті
7. Леппявірта
8. Піелавесі
9. Рауталампі
10. Раутаваара
11. Сийлін'ярві
12. Сонкаярві
13. Суоненйокі
14. Терво
15. Туусніемі
16. Варкаус
17. Весанто
18. Віеремя